# Pool of Virkie
La Pool of Virkie es una laguna con régimen de marea en el sur de Mainland, la principal isla del archipiélago de las Shetland, en Escocia (Reino Unido).

## Historia
La Pool of Virkie, durante finales del siglo XV y comienzos del XVI, cuando era mucho más profunda que en la actualidad, se convirtió en el principal centro de comercio hanseático para el extremo sur de las Shetland. Debido a éste comercio se conoció como la Dutch Pool ("Laguna holandesa"). Este nombre se debía a que los nativos pronunciaban Deutsch (alemán) como Dutch (holandés). Los visitantes holandeses verdaderos eran llamados Hollanders. Piedras de sílex se encuentran alrededor de las orillas de la laguna, pues es un material que no surge naturalmente en las Shetland, se asume que son piedras de lastre abandonadas por los barcos del continente.
A finales del siglo XVI, la laguna se encenagó y se convirtió en lo que es hoy, con el único punto de anclaje disponible hacia el extremo oriental o en la Virkie Marina que se formó en los años 1980.

## Fauna
Debido a la amplia zona expuesta al reflujo de la marea, la Pool of Virkie se ha convertido en un importante lugar para el avistamiento de pájaros en el sur de Mainland. Tiene un aeropuerto al lado: Aeropuerto Sumburgh